# Erioptera (Meterioptera) nigrospica
Erioptera (Meterioptera) nigrospica is een tweevleugelige uit de familie steltmuggen (Limoniidae). De soort komt voor in het Afrotropisch gebied.